# 中村仲蔵 (2代目)

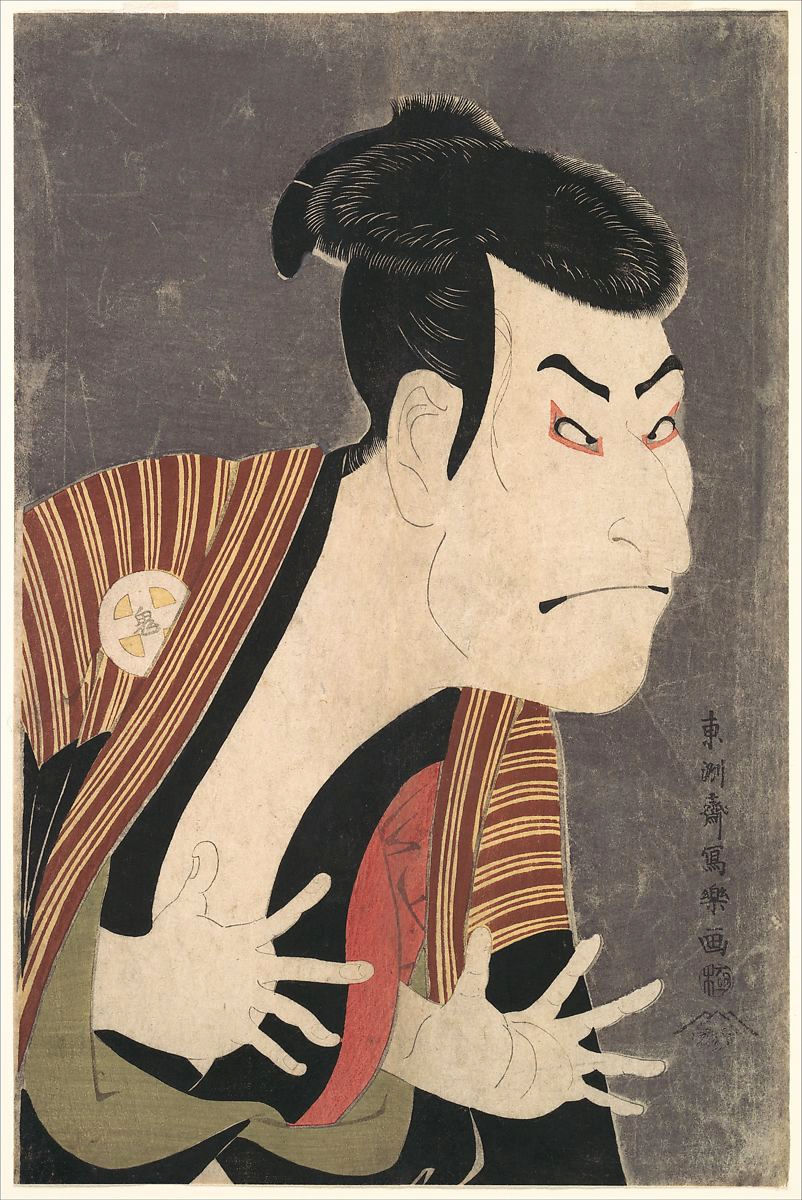
東洲斎写楽作『大谷鬼次の奴江戸兵衛』

中村 仲蔵（なかむら なかぞう、宝暦9年（1759年） - 寛政8年11月7日（1796年12月5日））は、江戸時代中期後半から江戸時代後期前半にかけての歌舞伎役者。東洲斎写楽が描いた浮世絵『大谷鬼次の奴江戸兵衛』の人物として広く知られる。俳名は十洲、屋号は政津屋。

## 来歴
江戸出身。3代目大谷廣次に師事し、明和7年（1770年）に市村座で初舞台を踏む。
上述のように、写楽が描いた『大谷鬼次の奴江戸兵衛』としてあまりにも有名である。後述の名跡襲名歴が記す通り、主に大谷姓の名跡を名乗っていた。しかし、それに反して本人がどのような役者であったのかについては、大谷姓の名跡が衰退していることもあり、詳しいことがほとんど判っていない。
『大谷鬼次の奴江戸兵衛』は、写楽が寛政6年（1794年）5月から翌年の寛政7年（1795年）1月にかけての約10ヶ月間に亘って描いた約145点ほどの作品の中でも『市川鰕蔵の竹村定之進』などと並んで写楽の代表的な作品であり、写楽の話題が出る時には真っ先に名が挙がる、写楽の存在を象徴する浮世絵である。ゆえに、歌舞伎役者としてよりも、写楽が描いた浮世絵としての知名度の方が高い。
「大谷鬼次」は基本的に「大谷廣次」を襲名する前段階の名跡であり、大谷鬼次を襲名した人物は当人も含めて5人存在するが、5人中4人は後に大谷廣次を襲名しており、当人のみ大谷廣次を襲名していない。

## 名跡襲名歴
襲名した名跡としては以下の通りである。
1. 大谷永助（代不明）
2. 大谷春次（2代目）
3. 大谷鬼次（3代目）
4. 中村仲蔵（2代目）

それぞれの名跡をそれぞれどのくらいの期間にわたって襲名していたのかは詳しく判っていない。
ただし、寛政6年（1794年）5月に河原崎座にて『恋女房染分手綱』が上演された際に『奴江戸兵衛』が描かれているため、この時期に三代目「大谷鬼次」を襲名していたと推定される。
それから二代目「中村仲蔵」を襲名するも、間もなく亡くなったと推定される。
上述の『恋女房染分手綱』が上演された1794年5月当時に三代目「大谷鬼次」を名乗っていたとすると、それから2代目「中村仲蔵」への襲名を経てわずか約2年半後に亡くなっているため、「大谷廣次」の名跡は襲名しなかったのではなく、亡くなったことによって襲名できなかったものと推定され、もしその後も生存していれば他の例にもれず、当人も「大谷廣次」を襲名していたものと思われる。